# Osiedle Paderewskiego (Ruda Śląska)
Osiedle Paderewskiego znajduje się we zachodniej części dzielnicy Wirek oraz wschodniej części dzielnicy Bielszowice w Rudzie Śląskiej. Od strony północnej graniczy z dzielnicą Czarny Las.
W skład osiedla wchodzą ulice: Elsnera, Fitelberga, Jankowskiego, Karłowicza, Kolberga, Noskowskiego, Ogińskiego, Paderewskiego, Różyckiego, Sygietyńskiego, Szeligowskiego.

## Edukacja
Na osiedlu znajduje się II Liceum Ogólnokształcące im. Gustawa Morcinka oraz Zespół Szkół nr 3 z technikum ogólnokształcącym i szkołą zawodową.